# ملكة جمال الدولية 1960
ملكة جمال الدولية 1960 ، النسخة الأولى من مسابقة ملكة جمال الدولية ، في 12 أغسطس 1960 في قاعة لونج بيتش البلدية في لونغ بيتش ، كاليفورنيا ، الولايات المتحدة. تنافس في الحدث 52 متسابقة على اللقب. أصبحت ستيلا ماركيز من كولومبيا أول ملكة جمال دولية وأول حامل لقب لاتيني في هذا الخط من المسابقات.
في وقت لاحق من عام 1964 ، حصلت ستيلا ماركيز على ترخيص بينيبينينغ فيليبيناس ، ليصبح المدير الوطني لملكة جمال الكون في الفلبين.

## النتائج

### المراكز النهائية
| النتائج النهائية       | المتنافسة |
| ---------------------- | --- |
| ملكة جمال الدولية 1960 | - كولومبيا - ستيلا ماركيز |
| الوصيفة الأولى         | - الهند - ايونا بينتو |
| الوصيفة الثانية        | - أيسلندا - سيغريدور غيرسدوتير |
| الوصيفة الثالثة        | - انجلترا - جويس كاي |
| الوصيفة الرابعة        | - الولايات المتحدة - شارلين لوندبيرغ |
| أفضل 15                | - النمسا - إليزابيث هودكس - إسرائيل - ليلي دجاني - إيطاليا - ماريا جرازيا جاكوميل - اليابان - ميتشيكو تاكاجي - باراغواي - جريتيل هيدجر كارفالو - الفلبين - إيديتا فيتال - بولندا - مارزينا مالينوفسكا - سنغافورة - كريستل دكروز - فنزويلا - غلاديس اسكانيو - ألمانيا الغربية - هيلجا كيرش |